# Chromoepalpus uruhuasi
Chromoepalpus uruhuasi är en tvåvingeart som beskrevs av Townsend 1914. Chromoepalpus uruhuasi ingår i släktet Chromoepalpus och familjen parasitflugor.
Artens utbredningsområde är Peru. Inga underarter finns listade i Catalogue of Life.